# Krzysztof Żurowski (zm. 1769)
Krzysztof Żurowski herbu Leliwa (zm. w 1769 roku) – chorąży żydaczowski w latach 1765–1768, stolnik żydaczowski w latach 1762–1765, sędzia kapturowy powiatu żydaczowskiego w 1764 roku.
W 1764 roku był elektorem Stanisława Augusta Poniatowskiego z województwa ruskiego.